# Ganjigatti, Shiggaon
Ganjigatti là một làng thuộc tehsil Shiggaon, huyện Haveri, bang Karnataka, Ấn Độ.